# Meteor (cheval)
Pour les articles homonymes, voir Meteor.
Meteor est un cheval hongre de saut d'obstacles du stud-book Holsteiner, fils de Diskus et de Konkurrentin, par Nebelhorn. Il est monté par l'Allemand Fritz Thiedemann, avec lequel il décroche deux fois la médaille d'or par équipe pour l'Allemagne aux Jeux olympiques d'été de 1956 et de 1960.

## Biographie
Il naît le 12 mai 1943 en Allemagne, et meurt le 26 août 1966.

## Description
Meteor est de robe baie et mesure 1,60 m.

## Hommages

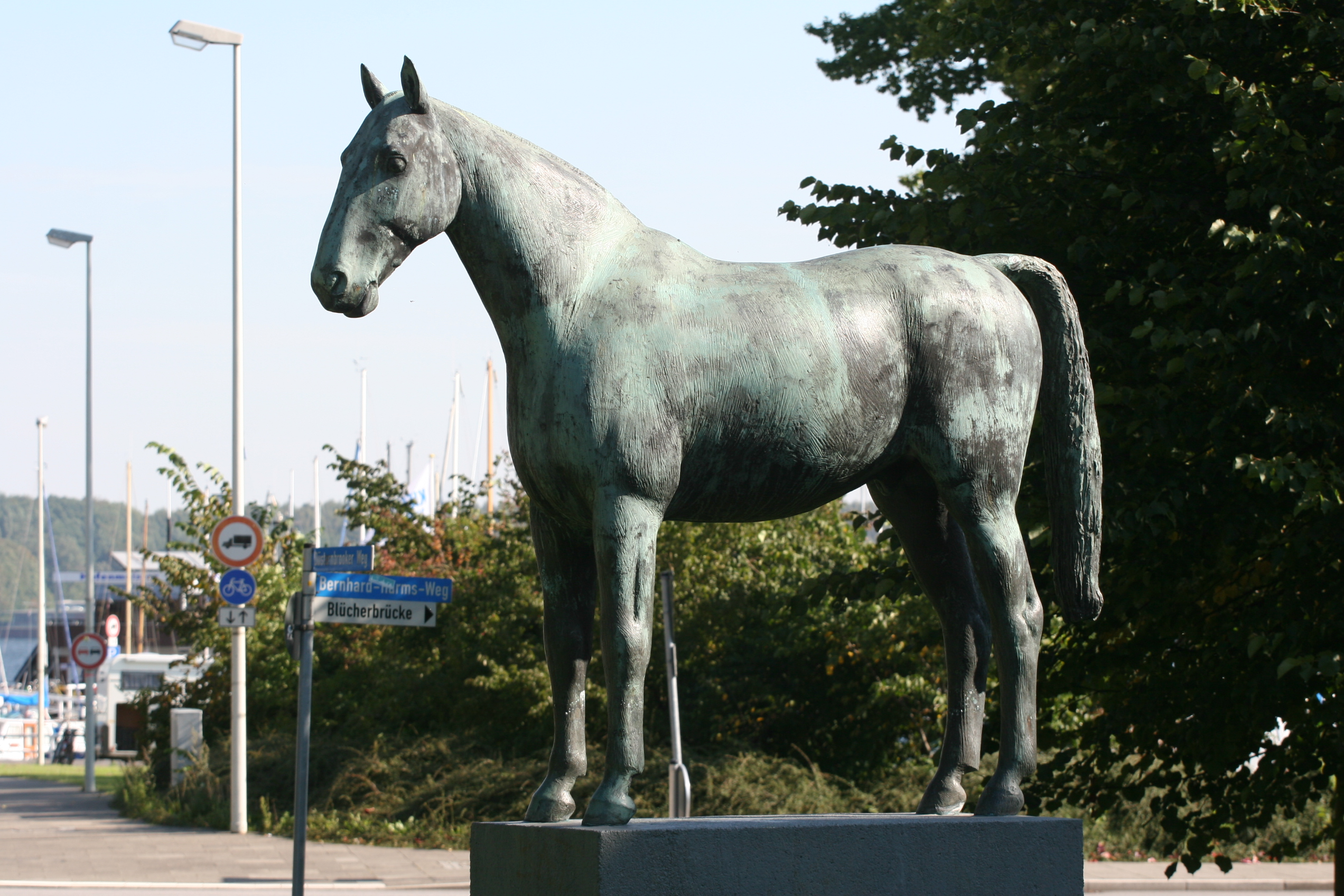
Statue de Meteor par Hans Kock.

Hans Kock a réalisé une statue en son honneur.